# Johann Evangelist Wagner
Pour les articles homonymes, voir Wagner.
Johann Evangelist Wagner, né le 5 décembre 1807 à Dattenhausen près de Dillingen et mort le 10 octobre 1886 à Dillingen, est un prêtre catholique bavarois, recteur du grand séminaire de Dillingen et fondateur de la fondation Regens-Wagner. Il est reconnu vénérable catholique.

## Biographie
Johann Evangelist Wagner est le septième des huit enfants du fermier Johann Evangelist Wagner et de sa seconde épouse Kreszenz, née Waldenmayer. Après des études de théologie à l'Université de Munich, il poursuit ses études à partir de 1830 à l'école supérieure de Dillingen (de), et il est ordonné prêtre le 31 mai 1833.
En 1842, l'abbé Wagner est nommé professeur de dogmatique à l'école supérieure de Dillingen, l'année suivante il est en plus directeur spirituel des Franciscaines de Dillingen. Le 22 juillet 1863, il est nommé recteur du grand séminaire de Dillingen.
En 1847, il fonde à Dillingen avec la supérieure des Franciscaines de Dillingen, Mère Maria Theresia Haselmayr, une maison pour sourdes muettes, c'est-à-dire une maison de formation et foyer pour femmes et jeunes filles démunies sourdes muettes, ancêtre de la fondation Regens-Wagner qui existe toujours. Jusqu'à sa mort en 1886, Wagner ouvre six maisons pour personnes souffrant de handicap dans le diocèse d'Augsbourg, le diocèse d'Eichstätt et l'archidiocèse de Bamberg : à Dillingen (1847), Glött (1869), Zell (1872), Hohenwart (1878), Lauterhofen (1881), Holnstein (1881) et Michelfeld (1885).
Ses successeurs Magnus Niedermair (de), Wilhelm Hummel, Hans Frieß et Hans Appel fondent aussi sept maisons en Bavière et une en Hongrie.

## Famille
Son frère cadet, Joseph Johann Wagner (de), était agriculteur et membre du Reichstag pour le Parti libéral impérial.

## Distinctions
- 1857 : nomination au conseil spirituel de l'évêque.
- 1878 : croix de chevalier de l'Ordre de Saint Michel de première classe, concédée par Louis II de Bavière
- 1883 : croix d'honneur de l'Ordre de Louis.

## Procès en béatification

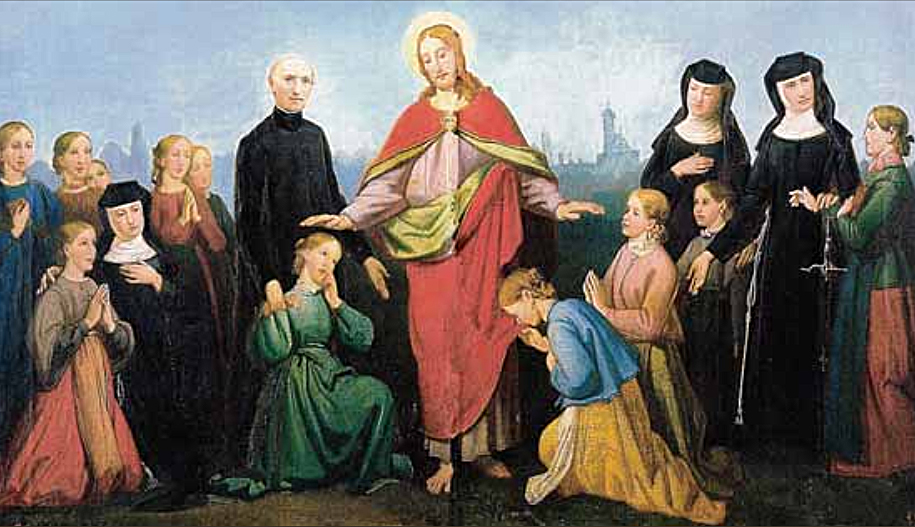
Tableau d'Anton Bernreiter: Jésus bénissant avec le recteur Wagner et trois franciscaines de Dillingen.

Le 19 mars 2001, un procès en béatification est ouvert par l'évêque d'alors, Mgr Dammertz
Cela ouvre des années de recherches et d'études sur la vie, les fondations, les actes et les faits de la vie de Johann Evangelist Wagner. Cette période de documentation s'achève le 3 mai 2004 et celle-ci est transmise à Rome.
Un congrès de théologiens, établit que le recteur Wagner possédait l'héroïcité des vertus. Le pape Benoît XVI approuve cela le 3 avril 2009. Il s'agit de la première étape.
Cependant une commission romaine de médecins émet par deux fois un avis négatif (novembre 2009 et octobre 2011) sur l'étude de miracles supposément dus à l'intercession du recteur Wagner. Les guérisons en effet s'expliquaient médicalement. Le procès reste ouvert et le recteur Wagner est déclaré vénérable.